# 魔法师的宝典
《魔法师的宝典》（英語：Prospero's Books）是一部1991年由彼得·格林纳威执导的电影，改编自威廉·莎士比亚的戏剧《暴风雨》。

## 演员
- 约翰·吉尔古德 - 普洛斯彼罗
- 迈克尔·克拉克 - 天卫十七
- 米歇尔·布兰克 - 阿朗索
- 厄兰·约瑟夫森 - 贡萨洛
- 伊莎贝尔·帕斯科 - 米兰达
- 汤姆·贝尔 - 安东尼奥
- 肯尼思·克兰哈姆 - 塞巴斯蒂安

## 细节
- 意大利名： L'ultima tempesta
- 时间：124分钟